# Epiprocta
Epiprocta (syn. Epiproctophora) – podrząd owadów z rzędu ważek. Obejmuje ważki różnoskrzydłe, Epiophlebiidae i liczne formy wymarłe.

## Morfologia
Ważki te mają stosunkowo silnej budowy tułów i odwłok. Głowa ich zwykle ma kulistawo wysklepione ciemię z trzema przyoczkami rozmieszczonymi na planie trójkąta; cecha ta zanika jednak u niektórych ważek różnoskrzydłych. Większość części głowy położonej przed oczami złożonymi zajmuje powiększone czoło. Unikalną cechą, której klad ten zawdzięcza swoje nazwy, jest wykształcenie się na końcu odwłoka samców dużych epiproktów z wtórnymi wyrostkami w formie pojedynczego appendix inferior, służącego do przytrzymywania samicy w trakcie kopulacji. W pierwotnym planie budowy appendix inferior ma formę rozwidloną.
Skrzydła odznaczają się prostymi krawędziami kostalnymi, niewciętymi na wysokości nodusa, arkulusami przesuniętymi donasadowo pomiędzy skleryty aksillarne pierwszy i drugi oraz obecnością ukośnej żyłki pomiędzy drugą gałęzią żyłki radialnej tylnej a drugą gałęzią żyłki interradialnej. Typowo żyłka kubitalna przednia dzieli się na podłużną gałąź przednią (CuAa) i poprzeczną gałąź tylną (CuAb), aczkolwiek cecha ta zanikła u Epiophlebiidae i jest słabo zaznaczona u Stenophlebioptera. W przeciwieństwie do skrzydła przedniego, w skrzydle tylnym tylna gałąź żyłki medialnej przedniej (MAb) ma w części dystalnej przebieg poprzeczny lub odwrotnie ukośny, co skutkuje wyraźnie poszerzoną komórką dyskoidalną. Z wyjątkiem niektórych zaawansowanych ważek różnoskrzydłych samce mają tylne skrzydła z wyraźnie zaznaczonymi kątami analnymi.

## Taksonomia
Takson ten został wprowadzony w 1996 roku przez dwóch niemieckich badaczy, pod dwiema różnymi nazwami. Hans Lohmann nadał mu nazwę Epiprocta, a Günter Bechly nazwę Epiproctophora; nazwa Epiprocta udokumentowana jest już w manuskrypcie Lohmanna z 1995 roku, nie stanowiącym jednak publikacji w rozumieniu Międzynarodowego kodeksu nomenklatury zoologicznej, jednak Bechly sam zaznacza, że wprowadził ów takson za sugestią Lohmanna. Stanowi on alternatywę dla klasycznego podziału na trzy podrzędy: ważki równoskrzydłe, ważki różnoskrzydłe i Anisozygoptera. Do Anisozygoptera zaliczano współczesną rodzinę Epiophlebiidae (ich przedstawicieli określa się jako żywe skamieniałości) oraz liczne wymarłe taksony mezozoiczne. Na polifiletyzm Anisozygoptera wskazywały m.in. praca Ludmiły N. Pritykiny z 1980 roku. Lohmann i Bechly wprowadzając Epiprocta i Epiproctophora wskazali na bliższe pokrewieństwo Epiophlebiidae z ważkami różnoskrzydłymi niż równoskrzydłymi. Monofiletyzm Epiprocta z wyłączeniem Tarsophlebiidae potwierdzony został także w morfologicznej analizie filogenetycznej Andrew C. Rehna z 2003 roku. Lohmann proponował podział Epiprocta na dwa infrarzędy, Epiophlebioptera z rodziną Epiophlebiidae oraz ważki różnoskrzydłe (Anisoptera). Bliższy filogenezie podział tego taksonu wprowadził w Bechly, zamiast rang między podrzędem a nadrodziną używając licznych kladów. Przedstawiono go poniżej z pominięciem złożonego podziału samych ważek różnoskrzydłych i kilkoma późniejszymi modyfikacjami:
- †Isophlebioptera
  - †Eosagrionidae[7]
  - †Euthemistidae
  - †Parazygoptera
    - †Sphenophlebiidae
    - †Euparazygoptera
      - †Asiopteridae
      - †Triassolestoidea
        - †Cyclothemistidae
        - †Triassolestidae

  - †Isophlebiida
    - †Isophlebioidea
      - †Campterophlebiidae
      - †Isophlebiidae

    - †Liadotypidae

  - †Paragonophlebiidae[8]
  - †Pseudostenolestidae[9]
  - †Selenothemistidae
- Euepiproctophora
  - Epiophlebiidae
  - Anisopteromorpha
    - †Erichschmidtiidae
    - †Heterophlebioptera
      - †Myopophlebiidae
      - †Heterophlebioidea
        - †Liassophlebiidae
        - †Heterophlebiidae

    - Trigonoptera
      - †Stenophlebioptera
        - †Gondvanogomphidae
        - †Stenophlebiidae

      - Pananisoptera
        - †Liassogomphidae
        - †Juragomphidae
        - Neoanisoptera
          - †Aeschnidiidae
          - ważki różnoskrzydłe